# Supercopa de Europa de waterpolo masculino
La Supercopa de Europa de waterpolo masculino es una competición europea para clubs masculinos de waterpolo. Se disputa a un solo partido entre los ganadores del año anterior de la Euroliga (Copa de Europa de clubes) y de la Copa LEN.

## Historial[1]
| - 1976 Mladost - 1977 CSKA Moscú - 1978 Ferencváros - 1979 Orvosegyetem - 1980 Ferencváros - 1981 CSKA Moscú - 1982 Barcelona - 1983 CSKA Moscú - 1984 POŠK - 1985 Vasas - 1986 Spandau 04 - 1987 Spandau 04 | - 1988 Pescara - 1989 No se disputó - 1990 Mladost - 1991 Partizan - 1992 Catalunya - 1993 Pescara - 1994 Újpest - 1995 Catalunya - 1996 Mladost - 1997-2001 No se disputó - 2002 Olympiacos - 2003 Pro Recco | - 2004 Honvéd - 2005 Posillipo - 2006 Jug - 2007 Pro Recco - 2008 Pro Recco - 2009 Primorac Kotor - 2010 Pro Recco - 2011 Partizan - 2012 Pro Recco - 2013 Crvena Zvezda - 2014 Atlètic-Barceloneta - 2015 Pro Recco | - 2016 Jug - 2017 Szolnok - 2018 Ferencváros - 2019 Ferencváros - 2020 No disputada - 2021 Pro Recco - 2022 Pro Recco - 2023 Pro Recco - 2024 Ferencváros |

## Finales
Para finales que no se jugaron a partido único, * precede a la puntuación del equipo que juega en casa.
| Año          | Sede              | Campeón      | Finalista         | Resultado      |
| 1976 Details | Ljubljana         | Mladost      | Partizan          | 11-10          |
| 1977 Details | Ljubljana         | CSKA Moscú   | MGU Moscú         | 6-4            |
| 1978 Details | Ljubljana         | Ferencváros  | Canottieri Napoli | 6-4            |
| 1979 Details | Ljubljana         | Orvosegyetem | Korčula           | 5-3            |
| 1980 Details | Ljubljana         | Ferencváros  | Vasas             | 7-6            |
| 1981 Details | Ljubljana         | CSKA Moscú   | Jug               | 14-11          |
| 1982 Details | Skopie            | Barcelona    | POŠK              | 12-11          |
| 1983 Details | Barcelona         | CSKA Moscú   | Spandau 04        | 11-6           |
| 1984 Details | Barcelona         | POŠK         | Pro Recco         | 12-11          |
| 1985 Details | Barcelona         | Vasas        | Dynamo Moscú      | 9-5            |
| 1986 Details | Zürich            | Spandau 04   | Vasas             | 13-12          |
| 1987 Details | Zürich            | Spandau 04   | Mornar            | 10-8           |
| 1988 Details | Zürich            | Pescara      | Posillipo         | 9-8            |
| 1990 Details | Pescara & Zagreb  | Mladost      | Pescara           | 12-*11 / *11-7 |
| 1991 Details | Belgrado y Zagreb | Partizan     | Mladost           | *8-7 / 11-*10  |
| 1992 Details | Barcelona y Split | Catalunya    | Jadran Split      | *15-9 / 8-*12  |